# Cantón de Zicavo
El cantón de Zicavo era una división administrativa francesa, que estaba situada en el departamento de Córcega del Sur y la región de Córcega.

## Composición
El cantón estaba formado por nueve comunas:
- Ciamannacce
- Corrano
- Cozzano
- Guitera-les-Bains
- Palneca
- Sampolo
- Tasso
- Zévaco
- Zicavo

## Supresión del cantón de Zicavo
En aplicación del Decreto n.º 2014-229 de 24 de febrero de 2014, el cantón de Zicavo fue suprimido el 22 de marzo de 2015 y sus 9 comunas pasaron a formar parte del nuevo cantón de Taravo-Ornano.